# 播磨灘
播磨灘（日语：／）是日本瀨戶內海東部的一塊海域，面積約2500平方公里，平均水深40公尺，東界為淡路島，西界為小豆島，南界為四國島，北界為今兵庫縣西南部。因為兵庫縣西南部舊時為播磨國的領域，所以此海域被稱為「播磨灘」。
| 姫路 淡路島 四國 家島群島 小豆島 [[明石海峽\|明石海峽]] 播磨灘 大阪灣 鳴門海峽 [[紀伊水道\|紀伊水道]] |
| 由陸地衛星7號 (Landsat 7) 拍攝的播磨灘。 ※已用文字標識出地名                                          |

## 外部連結
- 播磨灘 （页面存档备份，存于） - 環境省
- 维基共享资源上的相關多媒體資源：播磨灘

34°29′N 134°36′E / 34.483°N 134.600°E